# 薩洛伯山 (阿爾高阿爾卑斯山脈)
47°23′52″N 10°23′16″E / 47.39778°N 10.38778°E

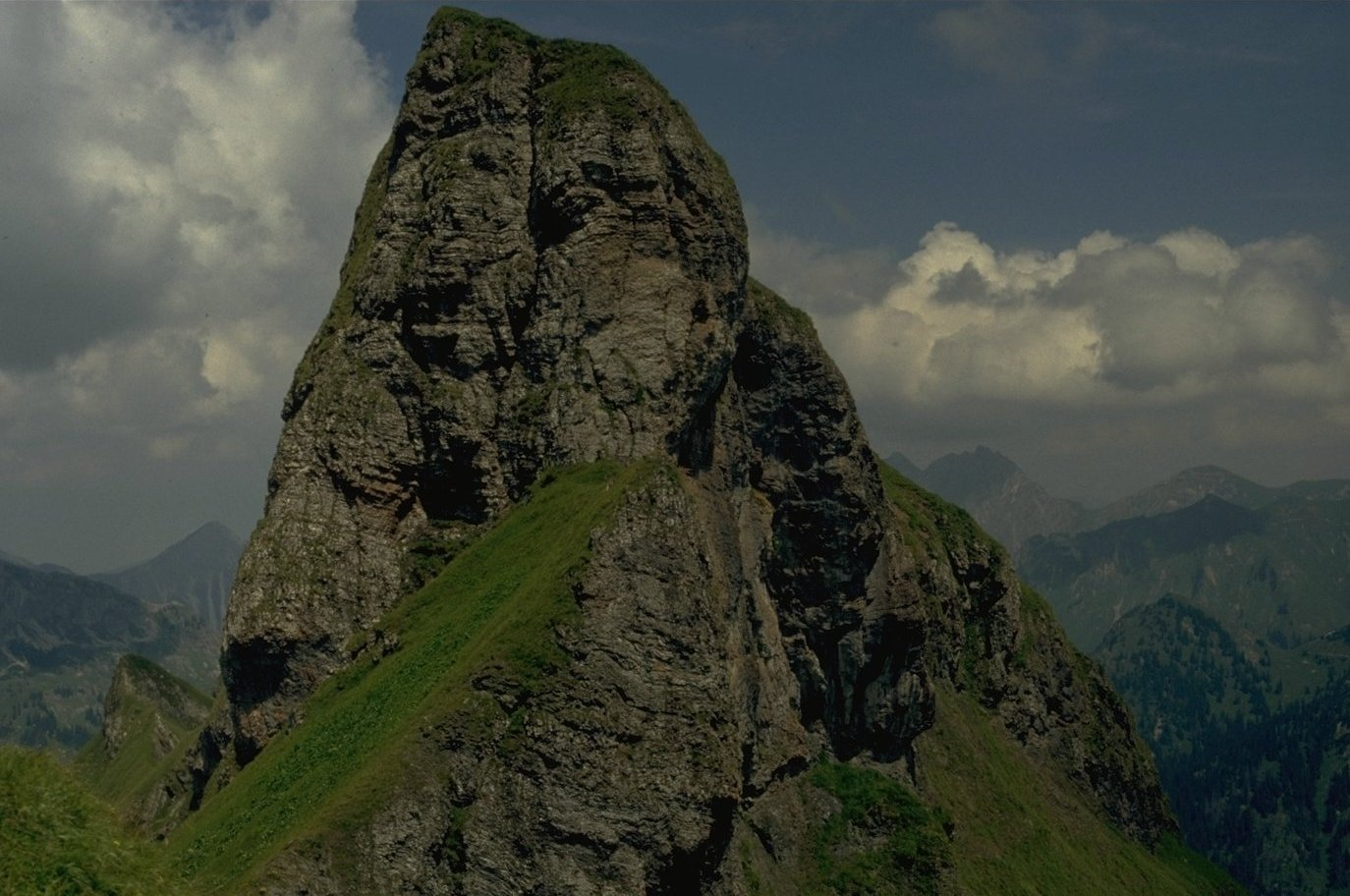

薩洛伯山（德語：Salober），是德國的山峰，位於該國東南部，由巴伐利亞負責管轄，屬於阿爾高阿爾卑斯山脈的一部分，海拔高度2,088米，每年平均降雨量1,730毫米。